# Fachhochschule Graubünden

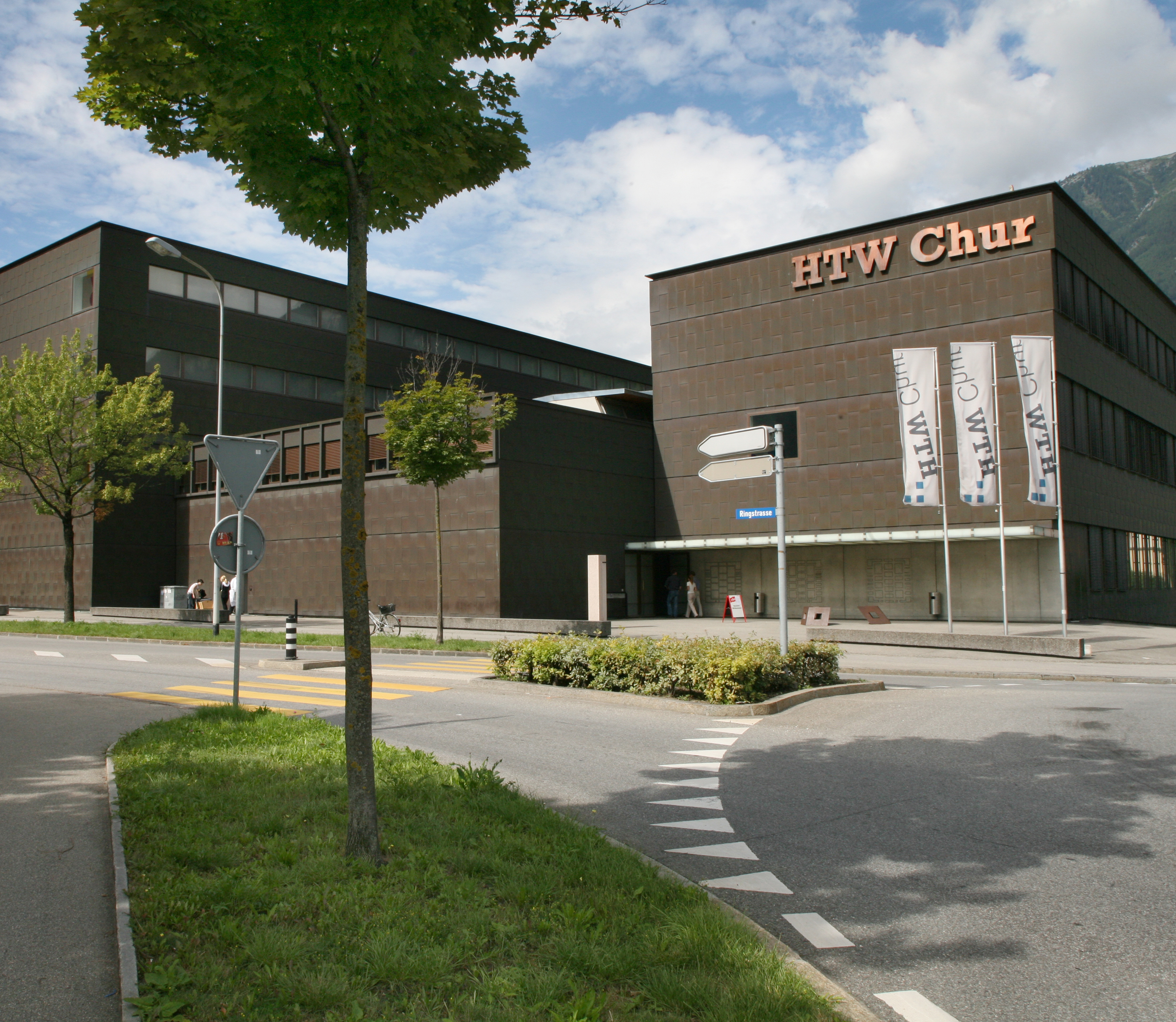
FHGR Standort A

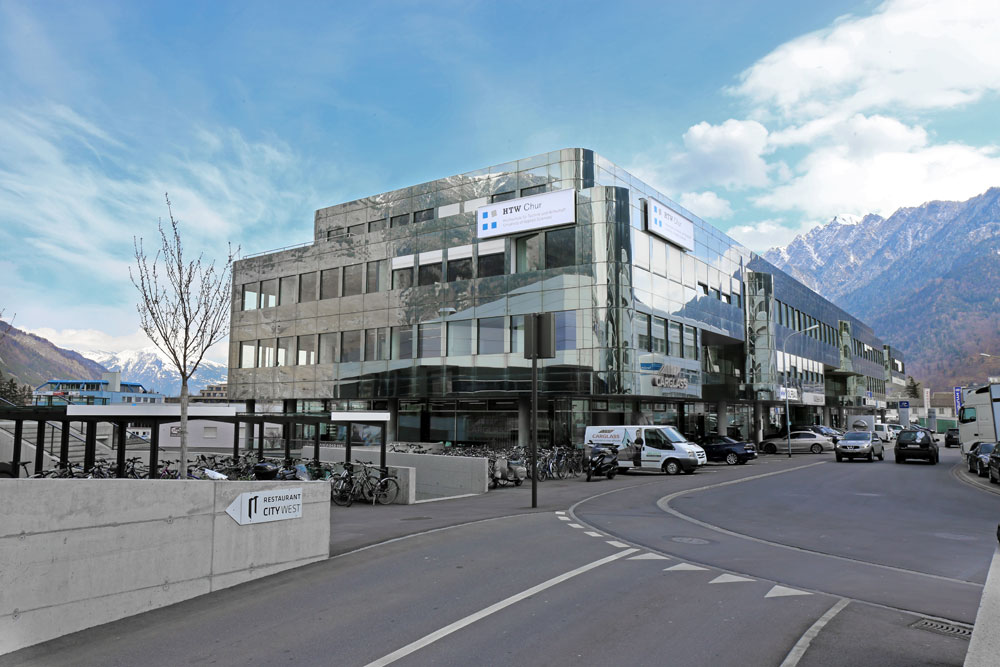
FHGR Standort D/E/F

Die Fachhochschule Graubünden (FHGR) (bis 3. September 2019 Hochschule für Technik und Wirtschaft HTW Chur) ist eine Fachhochschule in der Schweiz und ist in der Lehre, Weiterbildung, Forschung und Dienstleistung tätig. Sie ist seit dem 1. Januar 2020 eine eigenständige Fachhochschule.

## Geschichte
Die Fachhochschule Graubünden wurde 1963 als Abendtechnikum Chur gegründet. 1972 erfolgte per Bundesbeschluss die Anerkennung des Abendtechnikums als Höhere Technische Lehranstalt. Einige Jahre später wurden auch wirtschaftliche Studienangebote aufgenommen. Die ersten Vollzeitstudiengänge wurden 1990 angeboten. 1991 errichtete die Betriebswirtschaft ihre eigene Schule, die Höhere Schule für Wirtschaft und Verwaltung HWV, während sich die Höhere Technische Lehranstalt inzwischen Hochschule für Technik und Architektur HTA nannte. Im Oktober 1997 erhielten beide Schulen den Status einer Fachhochschule. Mit der Bildung der sieben Fachhochschulen in der Schweiz fusionierten 2000 die Bereiche Technik und Wirtschaft. Damit entstand die Hochschule für Technik und Wirtschaft HTW Chur, die bis Ende 2019 Teil der Fachhochschule Ostschweiz war.
Mit der vom Bundesrat gesprochenen Beitragsberechtigung wurde die Fachhochschule Graubünden per 1. Januar 2020 die achte öffentlich-rechtliche Fachhochschule der Schweiz und trat somit aus dem Verbund der Fachhochschule Ostschweiz aus. Bis 2027 soll ein Hochschulzentrum in Chur gebaut werden, sofern die Bündner Stimmbevölkerung zustimmt.

## Lehre und Weiterbildung
Die Fachhochschule Graubünden bietet Bachelor- und Masterstudiengänge sowie Weiterbildungen in Architektur, Bauingenieurwesen, Digital Science, Management, Multimedia Production, Technik und Tourismus sowie Digital Supply Chain Management an. Die Studien- und Weiterbildungsangebote der Fachhochschule zeichnen sich durch einen hohen Praxisbezug aus. Die Fachhochschule Graubünden hat über 2000 Studierende.
| Jahr | Bachelor | Master | Weiterbildung | Total |
| ---- | -------- | ------ | ------------- | ----- |
| 2022 | 1671     | 157    | 496           | 2324  |
| 2020 | 1780     | 156    | 377           | 2313  |
| 2019 | 1688     | 133    | 361           | 2182  |
| 2018 | 1567     | 127    | 363           | 2057  |
| 2017 | 1339     | 108    | 271           | 1718  |
| 2016 | 1181     | 101    | 313           | 1595  |
| 2015 | 1080     | 96     | 295           | 1471  |

## Angewandte Forschung und Dienstleistung
In acht Fachbereichen betreibt die Fachhochschule Graubünden angewandte Forschung und Entwicklung, führt Beratungen durch und bietet Dienstleistungen an. Dabei arbeitet sie mit Partnern aus Wirtschaft und Öffentlichkeit zusammen.
| Institut                                                    | Forschungsschwerpunkt |
| ----------------------------------------------------------- | --- |
| Institut für Multimedia Production (IMP)                    | Medienkonvergenz und Multimedialität                                                                                       |
| Institut für Photonics und Robotics (IPR)                   | Advanced and Smart Sensors / Internet of Things                                                                            |
| Schweizerisches Institut für Informationswissenschaft (SII) | Big Data and Analytics, Informationsorganisation                                                                           |
| Institut für Bauen im alpinen Raum (IBAR)                   | Bauen im alpinen Raum |
| Institut für Tourismus und Freizeit (ITF)                   | Tourismusentwicklung |
| Zentrum für wirtschaftspolitische Forschung (ZWF)           | Wirtschaftspolitik |
| Schweizerisches Institut für Entrepreneurship (SIFE)        | Private Entrepreneurship mit den Forschungsfeldern digitale Strategien, Innovation, Internationalisierung und Supply Chain |
| Zentrum für Verwaltungsmanagement (ZVM)                     | Public Entrepreneurship |

## Architektur
Das Schulhaus der Fachhochschule Graubünden – Standort A wurde im Jahr 1993 nach Plänen der Churer Architekten Jüngling & Hagmann in Zusammenarbeit mit Branger & Conzett errichtet. Fotografisch wurde das Schulhaus im Jahr 1993 von Christian Kerez und 2019 von Ralph Feiner dokumentiert.

## Auszeichnungen und Preise
- 1994: Auszeichnung für gute Bauten Graubünden[14]
- 2019: Im Rahmen der Kampagne «52 beste Bauten – Baukultur Graubünden 1950–2000» erkor der Bündner Heimatschutz das von Jüngling & Hagmann 1993 entworfene Schulhaus in Chur als eines der besten Bündner Bauwerke[15]

## Trivia
Im August 2021 gaben Wissenschaftler der FH Graubünden bekannt, die Kreiszahl Pi auf 62,8 Billionen Stellen genau berechnet zu haben. Dies war zu diesem Zeitpunkt Weltrekord.